# Felix Albrecht Harta
Felix Albrecht Harta (* 2. Juli 1884 in Budapest; † 27. November 1967 in Salzburg) war ein österreichischer Porträt- und Landschaftsmaler.

## Leben
Der in Budapest geborene Harta wuchs in Wien auf, wo er zunächst an der Technischen Hochschule Architektur studierte. 1905 ging er nach München und wechselte hier zur Malerei. Sein Lehrer an der Akademie war Hugo von Habermann. Es folgten Jahre des intensiven Kunststudiums und des Kopierens alter Meister (1908 Paris, wo er auch im Salon d’Automne ausstellte, und Bretagne; 1909 Spanien; 1910 und 1911 Belgien; 1912 Italien; 1913 Paris). 
Danach lebte Harta in Wien und nahm am Ersten Weltkrieg als Kriegsfreiwilliger teil. Er diente als Schreiber bei der Trainersatzdivision Nr. 16 in Mostar, als er sich, von Gustav Klimt befürwortet, um Aufnahme als Kriegsmaler in das k.u.k. Kriegspressequartier bewarb. Seit April 1917 Mitglieder der Kunstgruppe, ging er im Herbst 1917 an die russische Front. 1918 arbeitete er wiederholt auf dem italienischen Kriegsschauplatz, besonders bei den Fliegertruppen der 6., 10. und 11. Armee, wo er zahlreiche Flugzeugführerporträts und Fliegereithemen anfertigte.
Nach Kriegsende hielt er sich bis 1923 in Salzburg auf, wo er 1919 zusammen mit Anton Faistauer die Künstlervereinigung Der Wassermann gründete und deren Präsident wurde. Harta war auch an der Gründung der Salzburger Festspiele mit beteiligt. 1921 erhielt er die Große Silberne Staatsmedaille.
Offenbar war er auch Schüler am Bauhaus in Weimar, denn die 1919 veröffentlichte Jahresmappe der Gesellschaft für vervielfältigende Kunst in Wien Studierende des Bauhauses enthält als Blatt 1 seine Lithografie Badende. 1923 bis 1926 wieder in Wien, machte er 1926/27 erneut eine Reise nach Paris und erhielt das Ehrendiplom der Internationalen Ausstellung in Bordeaux. Weitere Ehrungen waren 1929 der Österreichische Staatspreis und 1934 der Ehrenpreis der Stadt Wien. Von 1928 bis 1935 war Harta Mitglied des Hagenbundes. Von 1939 bis 1950 ging Harta ins Exil nach England, wo er an einem College unterrichtete. Danach kehrte er wieder nach Österreich zurück, wo er bis zu seinem Tod in Salzburg lebte.
In erster Ehe war er seit 22. Februar 1914 mit Elisabeth Herrmann (Geboren 23. April 1888 in Wien als Tochter von Josef H. und Helene, geb. Beer, gestorben in Salzburg, 8. Dezember 1959), in zweiter Ehe mit Marg. Maria Josefa Maximiliane Baillou (StA Salzburg 595) verheiratet. Aus der ersten Ehe gingen zwei Töchter hervor. Eva Harta (Wien 1914–1997), verheiratete Wick, emigrierte und lebte als Grafikerin in den USA. Gusti Wolf wuchs zeitweise ebenfalls bei Hartas auf.

## Leistung
Felix Albrecht Harta war in seinen frühen Jahren mit den Künstlern Oskar Kokoschka, Egon Schiele und Albert Paris Gütersloh bekannt und stand deren Expressionismus nahe. Auch mit Gustav Klimt verkehrte er freundschaftlich und empfahl diesem die Miete seines letzten Ateliers in der Feldmühlgasse, an der Stelle der heutigen „Klimt-Villa“. Hartas späteren Werke hingegen, die stets gegenständlich sind, weisen am ehesten in Richtung des Nachimpressionismus. Seine Themen waren vor allem Landschaften und Stillleben, aber auch Porträtmalerei und Genreszenen.

## Werke
- Jardin du Luxembourg (Wien, Leopold Museum, Inv. Nr. 69), 1908, Öl auf Karton
- Flugplatz der Fliegerkompanie Nr. 60 bei Feltre (Oberitalien) (Wien, Heeresgeschichtliches Museum), 1918, Farbkreiden auf Papier, 29,5 × 44,4 cm
- Fliegerwetter (Wien, Heeresgeschichtliches Museum), 1918, Feder und Tusche mit Farbkreiden auf Papier, 36,4×51 cm
- Brennendes Flugzeug (Wien, Heeresgeschichtliches Museum), 1918, Feder und Tusche mit Farbkreiden auf Papier, 36,4×51 cm
- Garten (Wien, Österreichische Galerie Belvedere), um 1920, Öl auf Leinwand
- Cagnes, Südfrankreich (Wien, Österreichische Galerie), um 1927, Öl auf Leinwand
- Landschaft Wien (Schweiz, Privatsammlung), Öl auf Leinwand